# Julius Spier
Julius Spier (* 25. April 1887 in Frankfurt am Main; † 15. September 1942 in Amsterdam) war ein deutscher Psychoanalytiker und der Begründer der Psycho-Chirologie.

## Leben
Julius Spier war der Sohn jüdischer Eltern. Mit 14 Jahren begann er eine Lehre bei der Handelsfirma Beer-Sontheimer und arbeitete sich dort bis zu leitenden Positionen empor. Nach seinem 25-jährigen Jubiläum in der Firma gab er seinen Beruf auf und widmete sich in Zukunft seinen privaten Interessen, besonders der Handleseskunst, der Psychotherapie und der Musik.
Er machte bei Carl Gustav Jung in Zürich eine zweijährige Lehranalyse. Jung ermutigte ihn, die Handlesekunst in seine therapeutische Tätigkeit einzubeziehen. Dies tat Spier, nachdem er 1929 nach Berlin umgezogen war. Er gründete eine Praxis, die sehr erfolgreich wurde, und gab Kurse im Handlesen.
1939 emigrierte Spier nach Holland. In Amsterdam nahm er die therapeutische und die Unterrichtstätigkeit erfolgreich wieder auf und sammelte einen Kreis von Schülerinnen und Schülern um sich. Er starb 1942 an Lungenkrebs, kurz bevor die Gestapo ihn in das Durchgangslager Westerbork (und von dort aus in das Konzentrationslager Auschwitz) deportieren wollte.
Er war seit 1917 verheiratet mit Hedwig Rocco. Er hatte mit ihr zwei Kinder, Ruth, geboren 1918 und Wolfgang Spier (1920–2011, der spätere Schauspieler). 1935 wurde die Ehe geschieden. Spier verlobte sich später mit einer seiner Schülerinnen, Hertha Levi, die nach England emigrierte.
Bekannt wurde Spier Jahrzehnte nach seinem Tod durch die Veröffentlichung der Tagebücher der holländischen Jüdin Etty Hillesum („Das denkende Herz“), deren Therapeut, spiritueller Lehrer, Freund und schließlich Geliebter er war.
Spiers Buch The Hands of Children, das Hertha Levi nach seinem Tod 1944 veröffentlichte, gilt heute als Klassiker der Psycho-Chirologie.

## Werke
- Julius Spier: Handlesen: Einführung in die Psycho-Chirologie. Übersetzer: Manfred Magg, Chiron Verlag, Tübingen 2025, ISBN 978-3899973068
- Julius Spier: The Hands of Children: An Introduction to Psycho-Chirology. bei Google Books.